# (3893) DeLaeter
(3893) DeLaeter est un astéroïde de la ceinture principale.

## Description
(3893) DeLaeter est un astéroïde de la ceinture principale. Il fut découvert le 20 mars 1980 à Bickley par Michael Candy. Il présente une orbite caractérisée par un demi-grand axe de 2,42 UA, une excentricité de 0,26 et une inclinaison de 23,1° par rapport à l'écliptique.

## Compléments